# Barbara Blomberg
Barbara Blomberg, född 1527, död 1597, var älskarinna till den tysk-romerske kejsaren Karl V och mor till Juan de Austria.
Blomberg var dotter till en borgare i Regensburg. Hon inledde ett förhållande med kejsar Karl under hans vistelse vid riksdagen i Regensburg 1546 och födde 1547 sonen Juan. Juan togs ifrån henne vid födseln och sändes till Spanien. Blomberg gifte sig med den kejserlige ämbetsmannen Hieronymus Kegel och bosatte sig 1551 i Bryssel. 
Sedan hon 1569 blev änka fick hon på rekommendation av hertigen av Alba en spansk pension. År 1576 träffade hon sin son Juan för första gången sedan hans födelse. Hon bodde sedan i ett kloster tills Filip II av Spanien år 1578 tillät henne att välja vistelseort. Hon bosatte sig 1584 i Kantabrien, där hon köpte en egendom.